# Songo - La Maya
Songo - La Maya là một đô thị ở tỉnh Santiago de Cube củaCuba. Đô thị này nằm ở đông bắc Santiago de Cuba.
Đô thị này được chia thành các phường (barrio) Florida Blanca, Jarahueca, La Maya, La Sabana, Morón, Norte Cabecera, Palenque, Socorro, Sur Cabecera và Tí Arriba.

## Thông tin nhân khẩu
Năm 2004, đô thị Songo - La Maya có dân số 100.287 người. Diện tích là 721 km² (278,4 mi²), với mật độ dân số là 139,2người/km² (360,5người/sq mi).